# Lazona Kawasaki Plaza
Lazona Kawasaki Plaza (ラゾーナ川崎プラザ Razōna Kawasaki puraza) là một trung tâm thương mại tọa lạc ở khu Saiwai-ku, Kawasaki, Nhật Bản. Trung tâm này nằm cạnh Ga Kawasaki phía tây. Đây là cơ sở thương mại lớn nhất trong chi nhánh Mitsui Fudosan và có doanh số bán hàng cao nhất.

## Kết cấu
Thiết kế này được hãng kiến trúc Ricardo Bofill Taller de Arquitectura thực hiện, và sử dụng ánh sáng tự nhiên. Có một ngôi đền nhánh Izumo-taisha nằm trên mái bằng của tòa nhà.

## Lịch sử
Từ năm 1908 đến năm 2000, khu đất này thuộc sở hữu của một nhà máy Toshiba. Lazona bắt đầu khởi công vào năm 2001. Trung tâm thương mại này chính thức mở cửa vào ngày 28 tháng 9 năm 2006.
Ngày 5 tháng 5 năm 2019, nhóm BEST FRIENDS! đã tổ chức buổi hòa nhạc đầu tiên của họ.